# جيري بومان
جيري بومان (بالإنجليزية: Jerry Bowman)‏ هو مهندس أمريكي، ولد في 9 مارس 1962 في هافر دي غريس في الولايات المتحدة.